# Lampropelma nigerrimum
Lampropelma nigerrimum é uma espécie de aranha pertencente à família Theraphosidae (tarântulas).